# Голографический человек
«Голографический человек» (англ. Hologram Man) — фантастический художественный фильм 1995 года производства США, снятый режиссёром Ричардом Пепином. Главные роли в этом фильме исполнили Джо Лэра, Ивэн Лури, Майкл Нури, а также Арабелла Холцбог.

## Сюжет
Действие фильма происходит в США в Лос-Анджелесе в отдалённом будущем. Городом управляет некая «Калифорнийская корпорация», во главе которой стоит Эдвард Джеймсон. Корпорация фактически захватила город, узурпировав права граждан.
Противостоит корпорации Норман Гэллагер по прозвищу Слэш. В чём-то Норман прав, но он поступает как террорист — убивает часть сотрудников корпорации, губернатора Хэмптона, а также одного из полицейских — Веса Стриклэнда. Поймать же Нормана удаётся полицейскому-новичку Декоде, для которого убитый Вес был лучшим другом и напарником.
Норман Гэллагер получает тюремный срок, но не в простой тюрьме, а в голографической. В этой тюрьме находится мозг Гэллагера и его голографический образ. На бывшего террориста пытаются воздействовать и перевоспитать его. Программа биоперсонального улучшения рассчитана на 5 лет. Через это время бывшего террориста должны выпустить, перепрограммировав его мозг. Но друзьям Нормана удаётся похитить его образ и мозг из голографической тюрьмы до конца срока, когда его ещё не успели перепрограммировать.
Теперь Слэш снова на свободе, кроме того он обладает сверхспособностями — ведь он нематериальная голограмма и может проходить через стены и огонь, а пули и гранатомёты не причиняют ему никакого вреда. Слэш хочет отомстить тому, кто его арестовал — Декоде. В перестрелке ему фактически удаётся убить полицейского, но ему помогает его подруга Натали, которая тоже делает его голограммой. И теперь Декода обладает теми же способностями, что и Слэш. Он может сразиться с голографическим преступником один на один, нейтрализовать и остановить его.

## В ролях
- Джо Лэра — Декода, полицейский
- Ивэн Лури — Норман Гэллагер или Слэш
- Майкл Нури — Эдвард Джеймсон, глава корпорации
- Арабелла Холцбог — Натали, подруга Декоды
- Мишель Смит — Кэйси
- Джон Эймос — Вес Стриклэнд
- Уильям Сэндерсон — Мэнни
- Алекс Корд — Губернатор Хэмптон
- Тайни "Зевс" Листер — Айгтбалл
- Джеймс Доутон — капитан / председатель
- Дерек Мак Грэт — секретарь Кулкин
- Джозеф Кампанелла — доктор Штерн
- Николас Уорт — одноглазый
- Дэвид Кэген — шеф полиции
- Тодди Бернард — Корум